# Ushuaia
Ushuaia este un oraș-port din Țara de Foc, Argentina.

## Istoria
În secolul al XIX-lea, când "înconjurarea Cornului" însemna înfruntarea unor vijelii feroce ce lăsau zeci de vase naufragiate pe maluri, personaje faimoase precum Charles Darwin și Richard Henry Dana au ajutat la descrierea primejdiei și a măreției unui țărm unde câțiva indieni - "indieni canoe" - trăiau cu pește, scoici și focurile care îi încălzeau. Aceste focuri, văzute de pe mare de către primii exploratori europeni, au dat numele arhipelagului. Din anumite puncte de vedere, este o continuare a Patagoniei, dar arhipelagul Țara de Foc are o identitate proprie ca fiind "cel mai depărtat colț al Pământului" - în cuvintele colonistului Lucas Bridges.
În urmă cu zeci de ani, Ushuaia avea un aeroport, o mică bază navală (contruită în anii '40 pentru a justifica pretențiile Argentinei la teritoriile din Antarctica) și doar câțiva turiști. Unii poate visau să își continue drumul peste Strâmtoarea Drake către Peninsula Antarctica, dar în acei ani doar Lindblad Explorer (construit în Finlanda și navigând sub pavilion liberian) făcea regulat această rută. Astăzi situația stă cu totul altfel.
Argentina a fost prezentă în Antarctica încă din 1902, când expediția suedeză Nordenskjöld, inclusiv geologul argentinian José María Sobral, a alimentat în Ushuaia și a petrecut iarna pe peninsulă.
Turismul a început neoficial în anul 1933, când căpitanul Angel Rodríguez de pe vasul Pampa a invitat câțiva pasageri care se îndreptau spre Ushuaia să meargă mai departe spre Insulele Orkney de Sud. A început formal în 1958, când vasul "Les Eclaireurs" a luat aproximativ o sută de turiști în două călătorii de vară separate. Anul următor, compania de stat Liniile Maritime Argentiniene (Empresas Líneas Marítimas Argentinas (ELMA)) a dus 260 de pasageri spre sud către localitateaYapeyu.

## Geografia

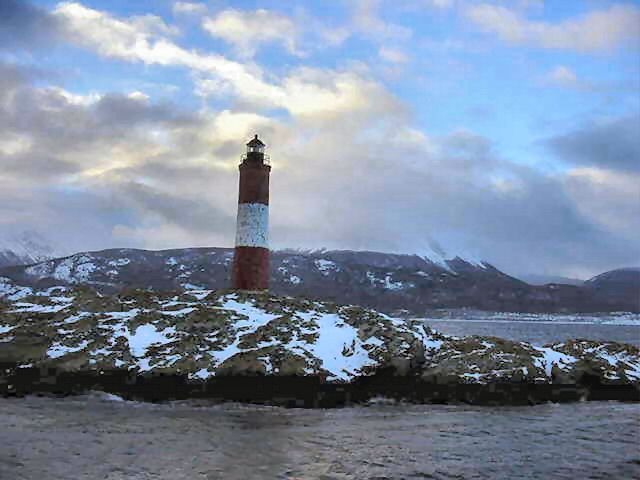

În anii '70, 'Ushuaia' din Țara de Foc era un sătuc cu 7.000 de oameni, aflat pe picior de război deoarece dictaturile militare din Chile și Argentina își disputau trei insulițe din cunoscutul Canal Beagle pe partea de sud a porțiunii argentiniene. De atunci relațiile au fost pașnice dar nu atât de bune cum ar putea fi. Acum, orașul este înfloritor, tranformându-se în principalul loc de îmbarcare pentru călătoriile către Antarctica prin apele furtunoase din Strâmtoarea Drake. În afara zonei dintre Canalul Beagle și vârfurile munților Martial, Ushuaia este un oraș banal care are totuși 3 muzee. Este de asemenea punctul de plecare pentru croazierele către Antarctica și "în jurul Capului Horn", către portul chilian Punta Arenas și înapoi. Însă, în primul rând, este baza excursiilor către destinațiile din apropiere, cum ar fi traseul pe ghețarul Martial, Canalul Beagle în sine, istorica fermă (estancia) Harderton și malurile, pădurile și vârfurile din Parcul Național Țara de Foc (Parque Nacional Tierra del Fuego). În stațiunea Cerro Castor se află cea mai sudică pârtie de schi din lume.
La Nord de Ushuaia, până departe către poalele munților, se află lacul Fagnano - cel mai sudic lac fără gheață - care se întinde aproape o sută de kilometri pe partea chiliană a Insulei Grande.

### Turism
Ushuaia este punct de plecare pentru vasele de croazieră ce se îndreaptă spre Antarctica.
Puține localități din lume pot egala priveliștile incredibil de frumoase ale orașului Ushuaia către ghețurile bătute de vânturi de pe Canalul Beagle, sub fundalul vârfurilor glaciare ale Munților Martial. Puține pot întrece istoria epocii explorărilor europene, care nu s-au terminat nici acum. Și niciuna nu poate egala poziția la antipozi, unde drumurile lumii se sfârșesc și unde începe, într-un fel, frontiera Antarcticii.

### Particularitate
Ushuaia este cel mai sudic oraș al lumii .
Observație (Actualizare): Odată cu declararea ca oraș a localității Puerto Williams din Chile, acesta a devenit cel mai sudic oraș al lumii [3]

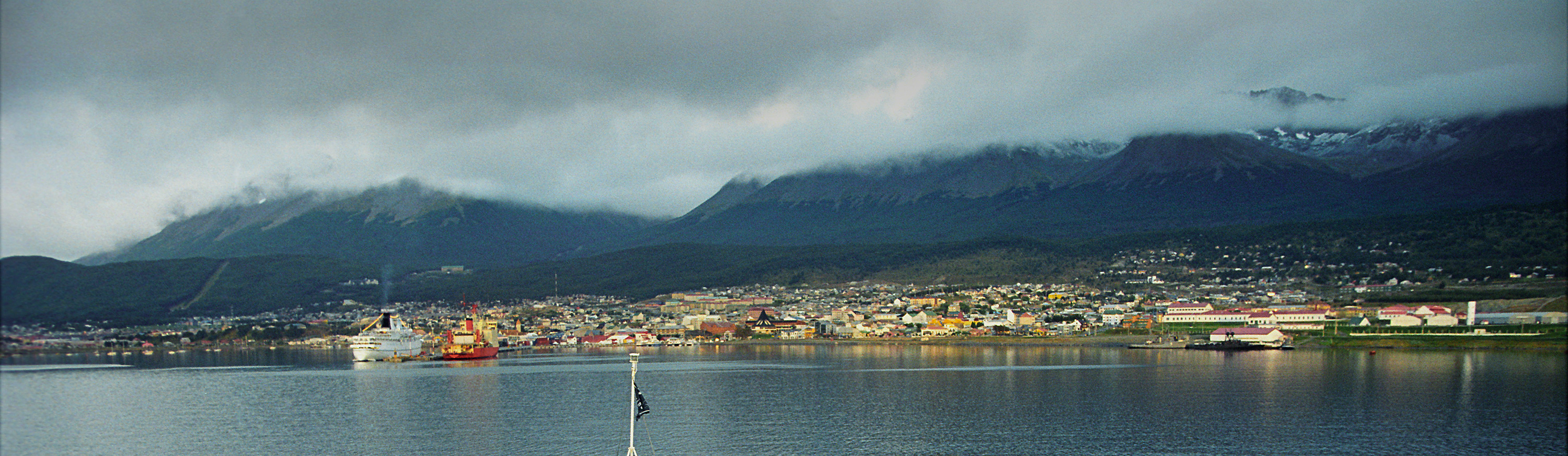
Ushuaia

[3] - https://www.hotnews.ro/stiri-esential-23174437-capatul-lumii-mutat-puerto-williams-chile.htm

## Galerie imagini

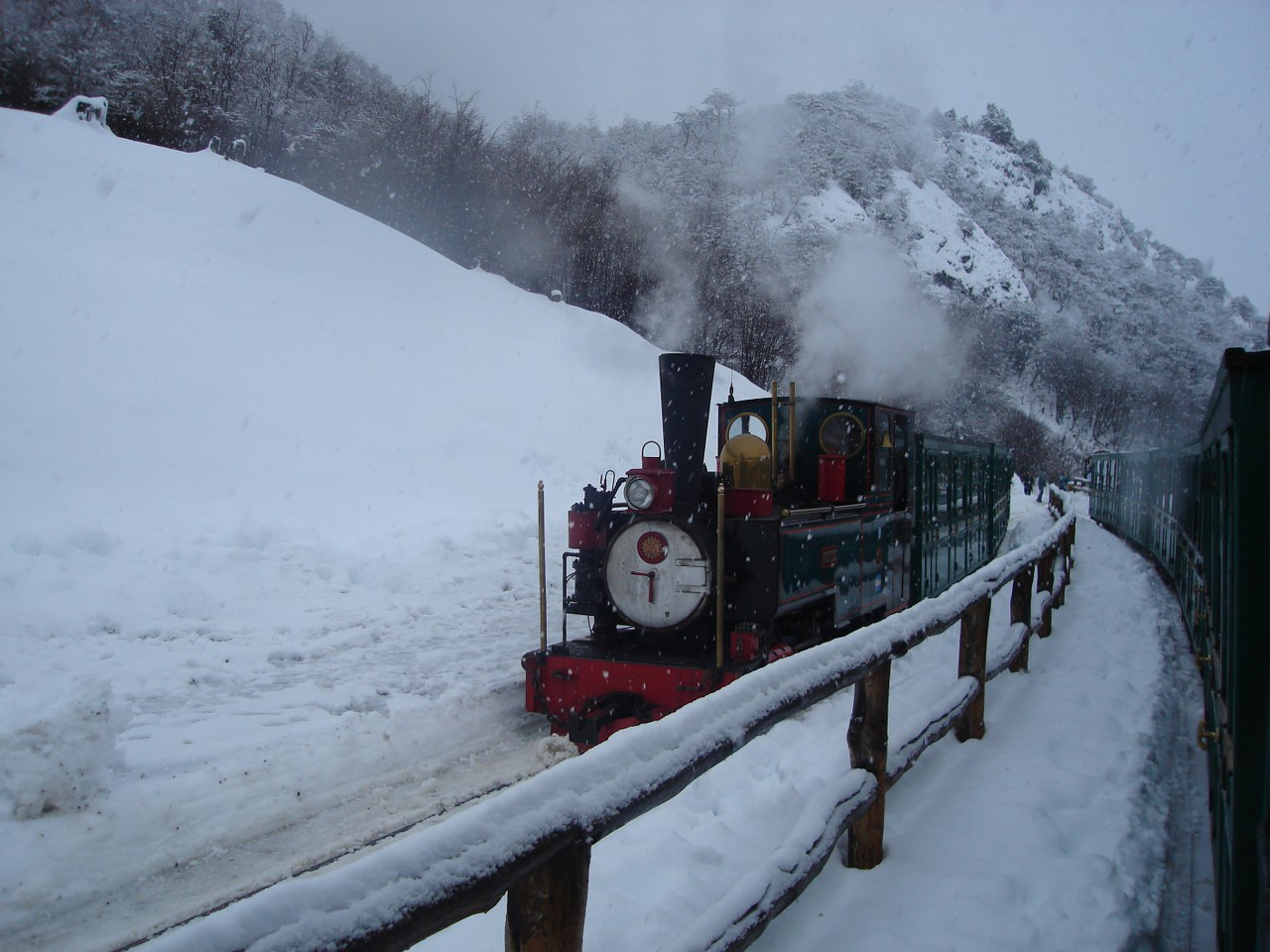
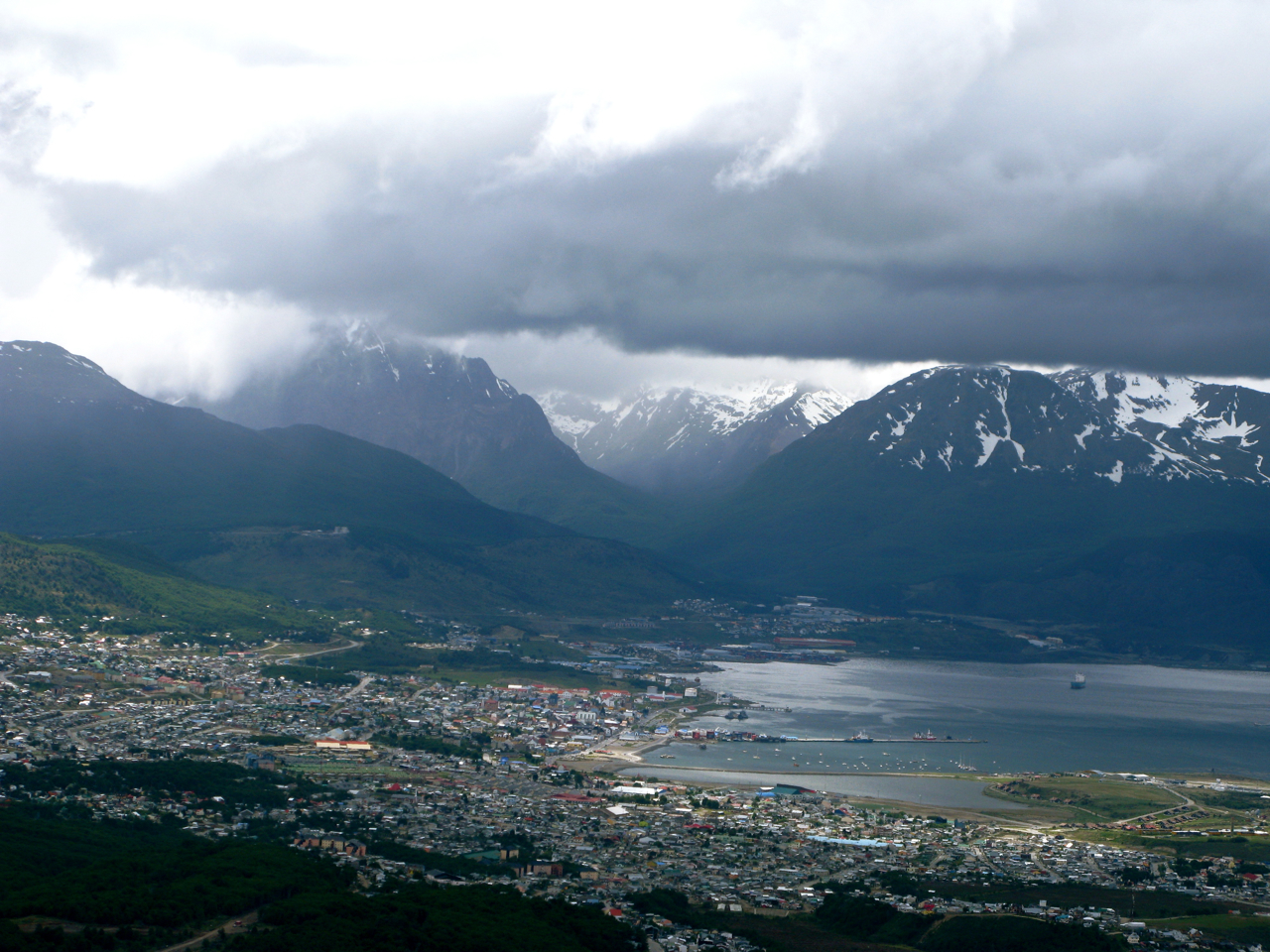
Vedere
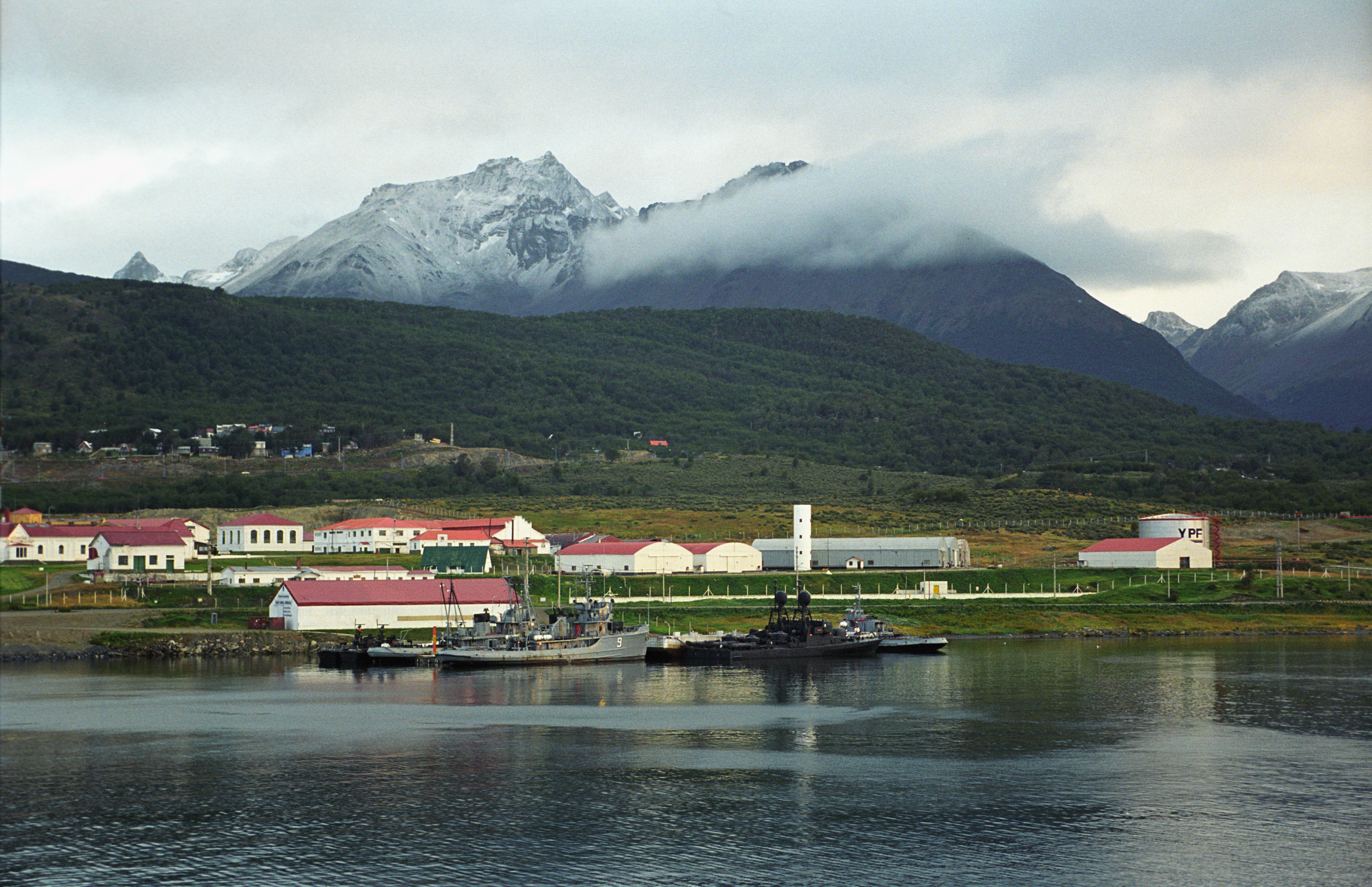
Portul militar
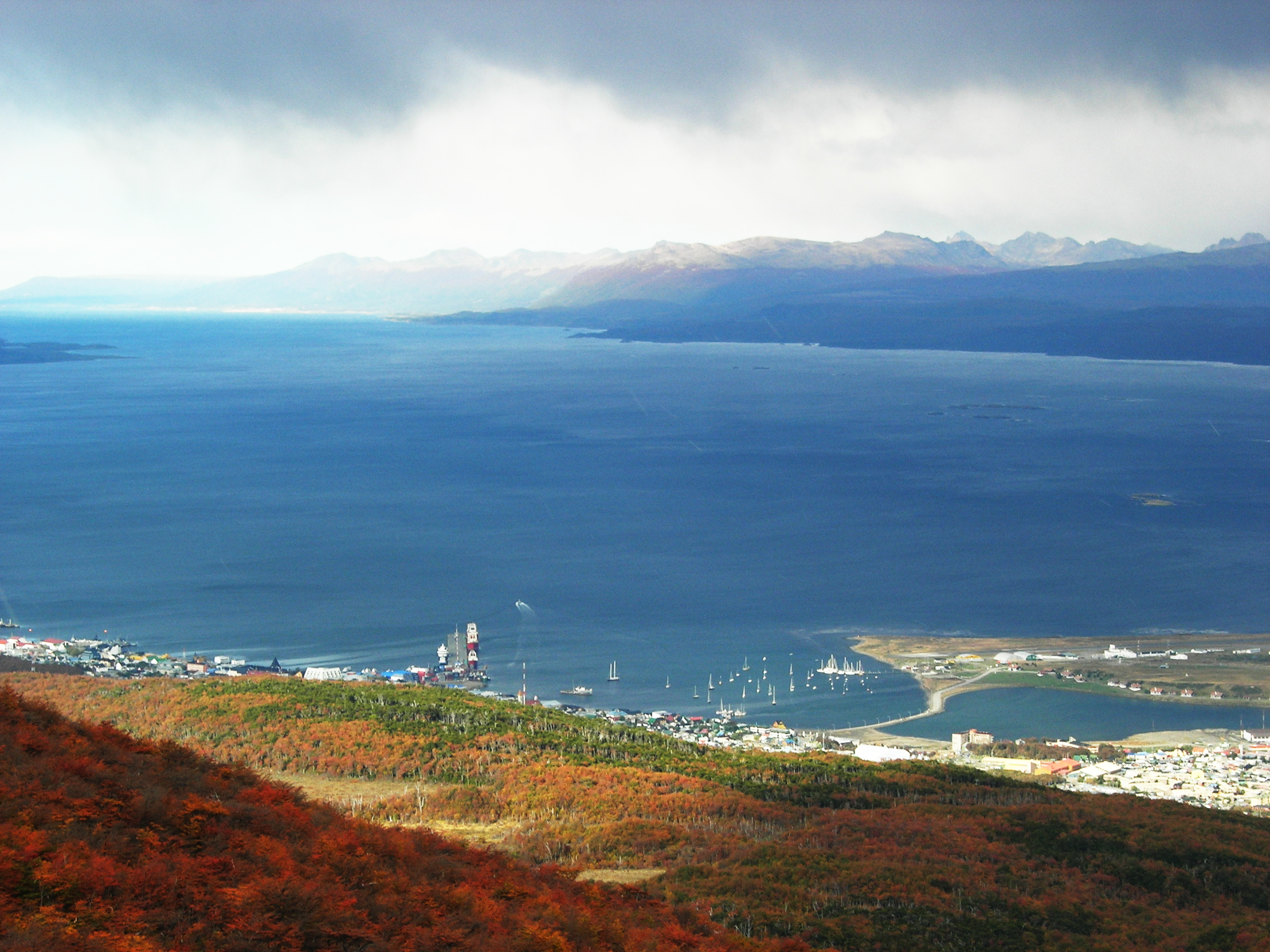
Vedere
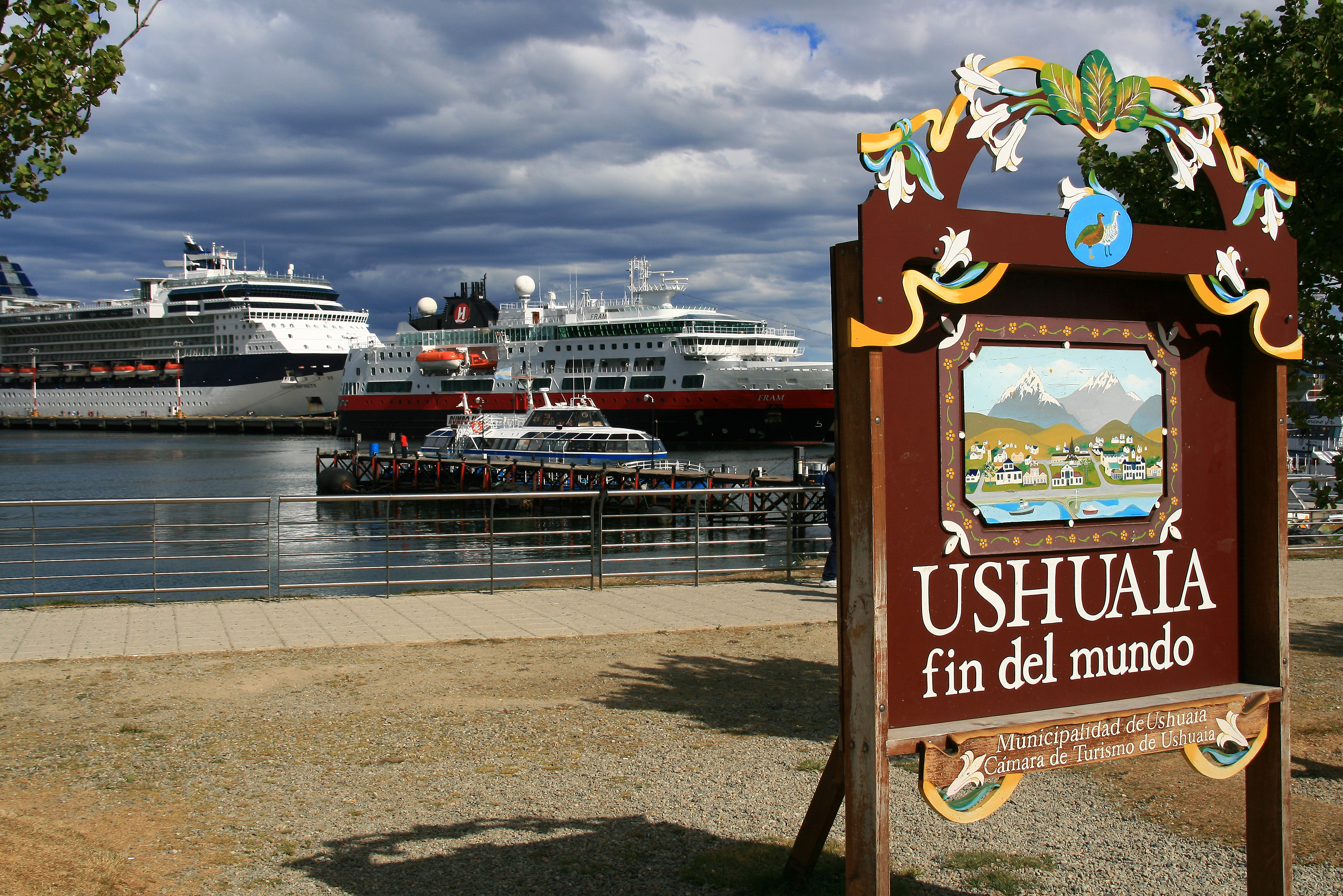